# Operation Tractable
Operation Tractable ((engelsk): medgørlig, føjelig, villig) var den afsluttende canadisk-polske offensiv under Operation Overlord – slaget om Normandiet – under 2. Verdenskrig. Målet var at erobre den strategisk vigtige by Falaise og derefter byerne Trun og Chambois. Operationen blev gennemført af 1. canadiske armé mod den tyske Heeresgruppe B og var et led i den største omringning på Vestfronten under 2. verdenskrig. Trods en langsom start på offensiven med mindre terrængevinster nord for Falaise betød taktiske fornyelser af Stanisław Maczeks 1. polske panserdivision under fremrykningen mod Chambois, at Falaise-lommen kunne delvis lukkes den 19. august 1944 og indeslutte næsten 300.000 tyske soldater i lommen.
Selv om Falaise-lommen var blevet indsnævret til nogle få hundrede meter, forhindrede en lang række voldsomme kampe mellem to kampgrupper fra 1. polske panserdivision og 2. SS-panzerkorps på Mont Ormel, at hullet kunne lukkes helt, og det lykkedes for titusinder af tyske tropper at slippe ud af Normandiet. I løbet af to dage med næsten konstante kampe anvendte de polske tropper spærreild fra artilleriet og nærkamp for at afslå modangreb fra dele af syv tyske divisioner. Den 21. august 1944 afløste dele af 1. canadiske armé de overlevende polakker og kunne endeligt lukke Falaise-lommen, hvilket førte til tilfangetagelse af de resterende elementer af 7. tyske armé.

## Baggrund
Efter 1. amerikanske armés udbrud fra Normandiet under Operation Cobra den 25. juli gav Adolf Hitler ordre til et øjeblikkeligt modangreb mod de allierede styrker i form af Unternehmen Lüttich. General Omar Bradley blev advaret om modangrebet ved hjælp af afkodede Enigma-meddelelser og indsatte ressourcer, som kunne besejre modoffensiven. Om eftermiddagen den 7. august var Operation Lüttich standset med massiv indsats af jagerbombere mod tyske kampvogne. I forbindelse hermed blev styrker fra 7. tyske armé yderligere omsluttet af den allierede fremrykning ud af Normandiet.
Efter den fejlslagne tyske offensiv blev byen Falaise et vigtigt mål for de britiske og canadiske styrker, da man ved at erobre byen praktisk taget kunne afskære hele feltmarskal Günther von Kluges Heeresgruppe B. For at opnå dette planlagde general Harry Crerar, som var chef for den nyetablerede første canadiske arme, og generalløjtnant Guy Simonds fra 2. canadiske korps en britisk-canadisk offensiv med kodenavnet Operation Totalize. Denne offensiv skulle gennembryde det tyske forsvar i den britisk-canadiske del af fronten. Totalize skulle baseres på et nyskabende natangreb med tunge bombefly og pansrede Kangaroo-mandskabsvogne for at opnå et gennembrud af det tyske forsvar. Trods indledende gevinster ved Verrières højderyggen og nær Cintheaux gik offensiven i stå den 9. august, da kraftige tyske modangreb resulterede i store tab for canadierne og polakkerne. Den 10. august var de britisk-canadiske styrker nået frem til Hill 195, nord for Falaise; men de havde ikke kunnet erobre selve byen.

## Strategi for offensiven
Operation Tractable benyttede erfaringer fra Operation Totalize, først og fremmest om hvor effektivt mekaniseret infanteri var i forbindelse med bombeangreb. I modsætning til den forudgående operation blev Tractable indledt i fuldt dagslys. Et indledende angreb med mellemtunge bombefly skulle blødgøre de tyske stillinger og blev efterfulgt af en fremrykning af 4. canadiske panserdivision på vestlige flanke af Hill 195, mens 3. canadiske infanteridivision rykkede frem på den østlige flanke med 2. canadiske panserdivision som støtte. Deres fremrykning blev beskyttet af et stort røgtæppe, udlagt af canadisk artilleri. Feltmarskal Bernard Montgomery håbede, at de canadiske styrker ville få kontrol over Falaise omkring midnat den 14. august. Herfra skulle alle tre enheder rykke frem mod Trun, 18 km øst for Falaise med hjælp fra 1. polske panserdivision, med omkring 10.000 mand. Når de var nået til Trun kunne der hurtigt skabes forbindelse til de amerikanske tropper i Chambois.
Den vigtigste modstander for Simonds' styrker var 12. SS-panzerdivision, som også bestod af resterne af to yderligere infanteridivisioner. I alt udgjorde de tyske styrker i Falaise-lommen omkring 350.000 mand. Var det lykkedes at overraske tyskerne kunne canadierne sikkert have fået held til at gennemføre et hurtigt gennembrud; men om natten den 13. august for en canadisk officer vild mens han var på vej mellem divisionernes hovedkvarterer. Han kørte ind i fjendens linjer og blev straks dræbt, men tyskerne fandt en kopi af Simonds' ordrer på liget. Som følge heraf placerede 12. SS-panzerdivision hovedparten af deres resterende styrke – 500 grenaderer og 15 kampvogne foruden et dusin 88 mm kanoner langs den forventede adgangsvej.

## Indledende fremstød mod Falaise
Operation Tractable begyndte kl. 12 middag den 14. august da 800 Lancaster- og Halifax-bombefly angreb tyske stillinger langs fronten. Som ved Totalize kastede mange bombefly fejlagtigt deres bomber for tidligt, hvilket forårsagede omkring 400 polske og canadiske tab. Dækket af et røgslør fra artilleriet rykkede to canadiske divisioner frem.  Selv om deres synsfelt var begrænset, lykkedes det alligevel de tyske enheder at påføre 4. canadiske panserdivision alvorlige tab, som bl.a. omfattede chefen for dens panserbrigade, brigadegeneral Leslie Booth, da divisionen rykkede sydpå mod Falaise. Igennem dagen lykkedes det ved fortsatte angreb fra 4. canadiske og 1. polske panserdivisioner at gennemtvinge en krydsning af Laison-floden. Da der var begrænset adgang til overgange over Dives-floden blev det muligt for den tyske 102. tunge SS-panzerbataljon at gennemføre modangreb. Byen Potigny faldt til polske tropper sent på eftermiddagen. Ved slutningen af den første dag var elementer af 3. og 4. canadiske division nået til Point 159, direkte nord for Falaise, men de havde ikke været i stand til at bryde ind i selve byen. For at stive offensiven af beordrede Simonds 2. canadiske infanteridivision til at rykke mod fronten i håb om at denne forstærkning ville være tilstrækkelig til at hans divisioner kunne erobre byen.
Selv om den første dags fremskridt havde været langsommere end ventet, blev Operation Tractable genoptaget den 15. august. Begge panserdivisioner trængte sydpå mod Falaise. 2. og 3. canadiske infanteridivisioner med støtte fra 2. canadiske panserbrigade fortsatte deres fremstød sydpå mod byen. Efter hårde kampe erobrede 4. panserdivision Soulangy, men samlet set var gevinsterne minimale, da den kraftige tyske modstand forhindrede et regulært gennembrud til Trun. Den 16. august brød 2. canadiske infanteridivision igennem til selve Falaise mod spredt modstand fra Waffen SS-enheder og spredte lommer af tysk infanteri. Selv om det kom til at tage to dage mere at fjerne al modstand i byen, var det første store mål for Operation Tractable blevet nået. Simonds begyndte at reorganisere hovedparten af sine panserstyrker med henblik på et fornyet fremstød mod Trun for at lukke Falaise-lommen.

## Lukning af hullet 16. – 19. august

### Fremstød mod Trun og Chambois
De polske og canadiske panserdivisioners fremstød mod Trun begyndte den 16. august med forberedende angreb som optakt til et angreb mod Trun og Chambois. Den 17. august rykkede begge de panserdivisioner frem. Først på eftermiddagen havde den 1. polske panserdivision fuldstændig omgået 12. SS-panzerdivision, hvilket gjorde det muligt for adskillige polske enheder både at nå 4. panserdivisions mål og i betydelig grad udvide brohovedet nordvest for Trun. Stanisław Maczek, den polske divisionschef, delte sine styrker i fire kampgrupper. En af den stødte mod sydvest, afskar Trun og placerede sig på højlandet, som dominerede byen og Dives-floddalen, hvilket gjorde det muligt for 4. panserdivision at gennemføre et kraftigt angreb mod Trun. Byen blev befriet om morgenen den 18. august.
Mens canadiske og polske styrker befriede Trun manøvrerede Maczeks anden panserkampgruppe mod sydøst, erobrede Champeaux og forankrede fremtidige angreb mod Chambois over en 10 km bred front. På det nærmeste sted var fronten 6 km fra de amerikanske styrker i 5. korps inde i byen. Om aftenen den 18. august var alle Maczeks fire kampgrupper placeret lige nord for Chambois (en udenfor byen, en nær Vimoutiers og to ved foden af Hill 262). Med forstærkninger, som hurtigt ankom fra 4. canadiske panserdivision var Maczek i en ideel position til at lukke hullet den følgende dag. Tilstedeværelsen af den polske panserdivision advarede imidlertid feltmarskal Walter Model om behovet for at holde lommen åben.

### Lukning af hullet
Tidligt den 19. august mødtes general Simonds med sine divisionschefer for at færdiggøre planerne for lukning af hullet. 4. panserdivision skulle angribe mod Chambois på den vestlige flanke af to kampgrupper fra den 1. polske panserdivision. Yderligere to polske kampgrupper skulle støde østpå og sikre sig Hill 262 for at dække den østlige flanke ved angrebet. 2. og 3. infanteridivision skulle fortsætte deres nedslidende offensiver mod de nordlige dele af Falaise-lommen og tilføje den nu udmattede 12. SS-panzerdivision store tab. Angrebet begyndte næsten straks efter mødet, med at en af de polske kampgrupper rykkede mod Chambois, mens "Currie Task Force" fra 4. panserdivision dækkede deres fremrykning. Samtidig rykkede to polske kampgrupper mod Hill 262. Trods kraftig tysk modstand kunne kampgruppe Zgorzelski sikre sig Point 137 direkte vest for Hill 262. Først på eftermiddagen havde kampgruppe Stefanowicz erobret selve Hill 262 og udslettede et tysk infanterikompagni undervejs. Som følge af kampene udgjorde de polske tab næsten halvdelen af de tab, som 1. canadiske armé havde lidt.
Sidst på eftermiddagen den 19. august havde canadiske og polske styrker fået kontakt med den amerikanske 80. division og 90. division, som allerede var placeret i byen. Falaise-lommen var lukket og Models styrker omringet. Men da ringen var sluttet, havde Models 2. SS-panzerkorps indledt sit angreb mod de polske styrker på Hill 262 i håb om at genåbne lommen. Da de amerikanske og canadiske styrker stod overfor tyske modangreb i deres respektive sektorer, måtte de polske styrker forsvare sig mod to erfarne panserdivisioner for at holde lommen lukket.

## Modangreb 20. august

### St. Lambert-sur-Dives og Hill 117
Om morgenen den 20. august angreb to tyske enheder, 2. og 9. SS-panzerdivision, de polske stillinger på Hill 262. Samtidig angreb 16. tyske infanteridivision og 12 SS-panzerdivision de amerikanske og canadiske styrker indefra lommen, og åbnede små kanaler gennem de allierede stillinger. Om formiddagen havde 2.000 overlevende fra den tyske 2. faldskærmsdivision gennembrudt de canadiske stillinger langs Dives-floden og ved Point 117. Omkring middag lykkedes det adskillige enheder fra 10. SS-panzerdivision og 116. panzerdivision at gennembryde disse svækkede stillinger.
Om formiddagen nåede forstærkninger fra en pansret kampgruppe under major David Vivian Currie frem til St. Lambert-sur-Dives og forhindrede to tyske arméer i at blive evakueret fra lommen. Igennem de næste 36 timer afslog kampgruppen næsten uafbrudte angreb fra tyske styrker og ødelagde 7 tyske kampvogne, 12 88 mm kanoner og 40 køretøjer. I den brutale kamp ved Lambert-sur-Dives tilførte Curries kampgruppe tyskerne tab på næsten 2.000, herunder 300 døde og 1.100 tilfangetagne. Om aftenen den 20. august havde tyskerne udtømt deres kræfter i angrebet mod St. Lambert-sur-Dives. De overlevende fra 84. korps under ledelse af general Elfeld overgav sig til canadiske og amerikanske styrker ved Chambois. For sin indsats ved St. Lambert-sur-Dives blev major Currie tildelt Victoriakorset. Han var den eneste canadier, der opnåede denne udmærkelse under felttoget i Normandiet.

### Hill 262 (Mont Ormel)
Mens Curries styrke stoppede de tyske styrker udenfor St. Lambert var to kampgrupper fra Maczeks 1. polske panserdivision indviklet i en langstrakt kamp med to veltrænede SS-panzerdivisioner. I løbet af natten den 19. havde polske styrker forskanset sig langs den sydlige, den sydvestlige og den nordøstlige adgangsvej til Hill 262. Lige sydvest for Mont Ormel rykkede tyske enheder langs det, som senere blev kaldt "Dødens korridor", da polakkerne tilføjede tyskerne store tab med en velkoordineret spærreild da disse nærmede sig Mont Ormel.
Fra nordøst planlagde 2. SS-panzerdivision et stort angreb mod de fire infanteribataljoner og to panserregimenter i den polske 1. panserdivision, som var nedgravet på Hill 262. 9. SS-panzerdivision skulle angribe nordfra og skulle samtidig sørge for, at canadiske tropper ikke kom polakkerne til undsætning. Efter at være brudt ud af Falaise-lommen skulle 12. SS-, 10. SS- og 116. panserdivision angribe Hill 262 fra sydvest. Hvis denne store forhindring kunne ryddes af vejen, kunne de tyske enheder påbegynde en fuld tilbagetrækning fra Falaise-lommen.
Det første angreb mod de polske stillinger kom fra "Der Führer"-regimentet i 2. SS-panzerdivision. Selv om "Podhale Rifles" kunne afvise angrebet, brugte det en betydelig andel af sin ammunition ved det. Det andet angreb var ødelæggende for de svindende polske panserstyrker. En enkelt tysk kampvogn, som var placeret på Point 239 (nordøst for Mont Ormel), ødelagde fem Sherman-kampvogne på to minutter. På dette tidspunkt angreb 3. tyske faldskærmsdivision sammen med et pansret regiment fra 1. SS-panzerdivision Mont Ormel inde fra lommen. Dette angreb blev slået tilbage af polsk artilleri, som "massakrerede" det tyske infanteri og kampvogne, som nærmede sig de polske stillinger.
Da angrebet fra sydvest tabte pusten genoptog 2. SS-panzerdivision sit angreb mod den nordøstlige del af højderyggen. Da de polske enheder nu var koncentreret på den sydlige del af stillingen kunne 2. SS-panzerdivision etablere en passage ind til 3. faldskærmsdivision ved middagstid, og åbnede dermed en korridor ud af lommen. Midt på eftermiddagen var op imod 10.000 tyske tropper undsluppet gennem korridoren. Selv om de blev overvældet af kraftige modangreb fortsatte polske styrker med at holde højlandet på Mont Ormel og de lod de passerede tyske styrker betale en høj pris for at passere ved at beskyde dem med velplaceret artilleriild. Da han var irriteret over tilstedeværelsen af disse enheder, som kostede de tyske tropper så store tab, gav generaloberst Paul Hausser – lederen af 7. armé – ordre til at stillingerne skulle "elimineres". Selv om en betydelig styrke, herunder 352. infanteridivision og adskillige kampgrupper fra 2. SS-panzerdivision, tilføjede polakkernes 8. og 9. bataljon store tab, blev deres modangreb til sidst slået tilbage. Slaget havde kostet polakkerne næsten al deres ammunition, og efterladt dem i en prekær situation.
Kl. 19 den 20. august 1944 blev der holdt en 20 minutters våbenhvile, som tillod tyskerne at evakuere en stor konvoj af ambulancer. Straks efter blev kampen genoptaget og intensiveret. Selv om tyskerne ikke kunne trænge polakkerne væk, var disse udmattede.  Da deres ammunition var næsten brugt op, måtte polakkerne se til mens resterne af 47. panserkorps undslap fra lommen. På trods af det fortsatte polsk artilleri med at bombardere enhver tysk enhed, som kom ind i evakueringskorridoren. Stefanowicz, lederen af de polske kampgrupper på Hill 262 tvivlede stærkt på at hans styrke ville overleve:
"Mine herrer. Alt er tabt. Jeg tror ikke at det vil lykkes for canadierne at hjælpe os. Vi har kun 110 mand tilbage med 50 skud pr. kanon og 5 granater pr. kampvogn … Kæmp til det sidste! At overgive sig til SS er meningsløst, som I ved. Mine herrer! Held og lykke – i nat dør vi for Polen og civilisationen. Vi vil kæmpe til sidste deling, sidste kampvogn og derpå til sidste mand."

## Den 21. august
Efter dagens brutale kampe blev natten budt velkommen af både de tyske og polske styrker, som lå omkring Mont Ormel. Der var kun sporadiske kampe, da begge sider undgik kontakt med hinanden. Jævnlige polske artilleriangreb afbrød tyske forsøg på at trække sig tilbage fra området. Om morgenen blev de tyske angreb på stillingen genoptaget. De var ikke så koordineret som dagen før, men angrebet nåede alligevel frem til de sidste polske forsvarere på Mont Ormel. Da de resterende polske styrker slog angrebet tilbage måtte deres kampvogne bruge deres sidste ammunition. Omkring kl. 12 middag indledte de sidste rester af SS deres angreb på 9. bataljons stillinger. De polske styrker stoppede angrebet på nært hold. Der kom ikke flere angreb. De to kampgrupper fra den 1. polske panserdivision havde overlevet stormløbet, selv om de havde været fuldstændig omringet af tyske styrker i tre dage. De polske tab under slaget om Mont Ormel var 325 døde, 1002 sårede og 114 savnede – ca. 20 % af divisionens kampstyrke. I løbet af en time nåede Canadian Grenadier Guards frem og fik forbindelse med det der var tilbage af Stefanowicz' mænd. Sidst på eftermiddagen begyndte resterne af 2. SS og 9. SS-panzerdivision deres tilbagetrækning til Seinen. Falaise-lommen var endegyldigt lukket og et stort antal tyske styrker var stadig spærret inde i den.

## Efterspil
Ved aftenstid den 21. august havde langt hovedparten af de resterende tyske tropper i Falaise-lommen overgivet sig. Næsten alle de stærke tyske enheder, som havde forårsaget betydelige tab for den canadiske hær gennem felttoget i Normandiet, var blevet ødelagt. To panserdivisioner – Panzer Lehr og 9. SS eksisterende kun af navn. Den formidable 12. SS-panzerdivision havde mistet 94 % af dens kampvogne, næsten alle dens feltkanoner og 70 % af dens køretøjer. Den havde bestået af tæt ved 20.000 mand og 150 kampvogne inden felttoget, men var nu blevet reduceret til 300 mand og 10 kampvogne.
Det var lykkedes for adskillige tyske enheder, ikke mindst 2. og 12. SS-panzerdivision at undslippe østpå til Seinen, om end uden hovedparten af deres udstyr. Konservative vurderinger af hvor mange tyske soldater, der blev taget til fange i Falaise-lommen, siger 50.000, mens nogle beregninger sætter de tyske tab i lommen så højt som 200.000. Kampen ved Falaise var den største omringning på Vestfronten under 2. Verdenskrig, om end den blegner i sammenligning med de store omringninger på Østfronten såsom under de indledende faser af Operation Barbarossa.
Den 23. august havde resten af 7. armé forskanset sig langs Seinen, som forberedelse til forsvaret af Paris. Samtidig rykkede dele af Heeresgruppe G – herunder 15. tyske armé og 5. panzerarmé i stilling for at angribe amerikanske styrker sydpå. I den følgende uge angreb dele af 1. canadiske armé gentagne gange enhederne ved Seinen i et forsøg på at bryde igennem til havnene ved Den engelske kanal. Om aftenen den 23. august gik franske og amerikanske styrker ind i Paris.

### Tab
På grund af at de forskellige offensiver kom i hurtig rækkefølge i august kendes de præcise canadiske tab i operation Tractable ikke. De samlede tab for Totalize og Tractable anslås til 5500 canadiere.
Præcise tyske tabstal under operation Tractable er også usikre. Selv om delvis pålidelige tabstal er tilgængelige for styrkerne inde i Falaise-lommen er der ingen tal for hvor mange af disse, der vedrører de canadiske operationer under Tractable. I kølvandet på Falaise-lommen blev 7. armé i praksis udslettet og mistede et sted mellem 50.000-200.000 mand i lommen foruden over 200 kampvogne, 1000 kanoner og 5000 andre køretøjer. Alene i kampene ved Hill 262 var de tyske tab på 2000 døde og 5000 tilfangetagne foruden 55 kampvogne, 44 kanoner og 152 pansrede køretøjer.
I modsætning hertil kendes de polske tabstal i Operation Tractable (indtil 22. august). Polakkerne rapporterede tab på 1441, heraf 325 døde (heraf 21 officerer), 1002 sårede (35 officerer) og 114 savnede. Heri er medregnet 263 mænd, som gik tabt inden kampene ved Chambois og Ormel i perioden 14. – 18. august. Ud af 326 polske officerer og mænd, som blev dræbt under Operation Tractable indtil den 22. august 1944 var 40 blevet dræbt (og dusinvis såret) af amerikanske bomber under angrebet den 14. august, altså ved egenbeskydning.

### Hæderstegn
I det britiske system med hæderstegn, blev deltagelse i Operation Tractable (medtaget som en del af hæderen Falaise for tjeneste mellem 7. og 22. august) anerkendt i 1957, 1958 og 1959 ved tildeling af hæderstegnet Laison for tjeneste den 14. – 17. august, Chambois for tjeneste fra 18. – 22. august og St Lambert-sur-Dives fra 19. – 22. august

## Eksterne kilder
- Stacey, Colonel Charles Perry; Bond, Major C.C.J. "Official History of the Canadian Army in the Second World War: Volume III. The Victory Campaign: The operations in North-West Europe 1944-1945" (PDF). The Queen's Printer and Controller of Stationery Ottawa. Arkiveret (PDF) fra originalen 12. september 2008. Hentet 2008-08-20.

48°53′34″N 0°11′31″V / 48.8928°N 0.1919°V